# هيلين شنيفيكس
هيلين شنيفيكس (بالإنجليزية: Helen Chenevix)‏ (13 نوفمبر 1886 - 4 مارس 1963) هي مدافعة أيرلندية عن حق النساء في التصويت وعضو في اتحاد نقابة العمال. عملت في عام 1911 مع لوي بينيت لتشكيل الاتحاد الأيرلندي لإقرار حق المرأة في التصويت. أسس الاثنان في ما بعد اتحاد النساء الأيرلنديات العاملات.
انتخبت شنيفيكس لعضوية مؤسسة دبلن، وشغلت منصب عمدة مدينة دبلن بين عامي 1942 و1950. شغلت في عام 1951 منصب رئيسة اتحاد نقابات العمال الأيرلنديين، وأمينة لاتحاد النساء العاملات بين عامي 1955 و1957. كانت أيضًا ناشطة في الرابطة الدولية للسلام والحرية والحركة الأيرلندية السلمية.

## نشأتها
وُلدت هيلين شنيفيكس في الثالث عشر من نوفمبر عام 1886 في بلاك روك في دبلن، وهي ابنة هنري شنيفيكس أسقف كنيسة أيرلندا، وربما تنحدر من سلالة الكيميائي الأيرلندي ريتشارد شنيفيكس.
التحقت شنيفيكس بكلية ألكسندرا في ميلتاون في دبلن، حيث حصلت زميلتها في المطالبة بحق الاقتراع، لوي بينيت، على تعليمها قبل عشرين عامًا. تابعت شنيفيكس لاحقًا دراستها في كلية ترينيتي حيث كانت جزءًا من المجموعة الأولى من النساء اللواتي تخرجن وحصلن على درجة البكالوريوس في عام 1909. أصبحت شنيفيكس مهتمة بحركة المطالبة بحق الاقتراع، وكانت عضوًا رئيسيًا في الاتحاد الأيرلندي لإقرار حق المرأة في التصويت. قادت شنيفيكس العديد من المسيرات والنقاشات حول موضوع حقوق المرأة بالتعاون مع زميلتها بينيت التي شاركت معها في معظم الأنشطة السياسية. تنامت حركات الاشتراكية والنسوية منذ عام 1911، وامتلك العديد من النسويات رؤية سياسية اشتراكية. أدى ذلك إلى الدعم الشعبي لمؤسسات الدفاع عن حقوق الاقتراع خلال عشرينيات القرن الماضي وزيادة دعم شنيفيكس والاتحاد الأيرلندي لحق المرأة في التصويت.

## حياتها الشخصية
كانت شنيفيكس الطفلة الوحيدة لوالديها هنري وصوفيا. شكلوا أسرة في جنوب دبلن، ولم تواجه أي صعوبات مالية لأن والدها كان أسقف كنيسة أيرلندا. كانت لا تزال تعيش مع والديها في منزل العائلة في دبلن عندما أسست اتحاد حقوق المرأة الأيرلندية مع بينيت.
ترافقت شنيفيكس مع بينيت بشكل دائم، ما طرح تكهنات حول ارتباطهما بعلاقة عاطفية. يُفترض الآن أنهما كانتا عشيقتين. قيل إنهما كانتا جزءًا من شبكة مثليين كبيرة في دبلن. انتقلت بينيت إلى منزل بجانب شنيفيكس وعاشتا معًا لفترة من الوقت حين قدمت شنيفيكس الرعاية لبينيت قبل وفاتها في عام 1956. ذكرت شنيفيكس في كتاب السلام والحرية أن بينيت كانت «أكثر امرأة محبوبة في دبلن» و«السلام والحرية هما المثل العليا بالنسبة لها».
توفيت شنيفيكس في 4 مارس 1963.

## حياتها المهنية
كانت شنيفيكس ناشطة في مجال حقوق المرأة. شاركت في عام 1911 في تأسيس الاتحاد الأيرلندي لحق المرأة في التصويت، والذي دعم تأسيس رابطة دعم المرأة الأيرلندية في دبلن وجمعية المرأة في بلفاست لإقرار حق الاقتراع. اعتقدت شنيفيكس أنه يجب رفع السن القانوني لترك المدرسة إلى 16 عامًا وأطلقت حملة لإقرار ذلك في عشرينات القرن العشرين. سلطت الضوء على العذاب الذي عانت منه الأسر الفقيرة وطلبت تعويضًا ماليًا لهم.
شاركت هيلين شنيفيكس في تأسيس اتحاد العمال الأيرلنديين عام 1916 الذي اعتُرف به نقابةً عمالية بحلول عام 1918 وضم أكثر من 5,000 عضو. كان هدفهم دعم النساء العاملات في ظروف العمل السيئة. تفاوضوا مع أرباب العمل للحصول على رواتب أفضل وساعات عمل أقل.
بدأت شنيفيكس وبينيت وأعضاء آخرين في اتحاد عمال المرأة الأيرلندية في عام 1945 إضرابًا بسبب ظروف العمل السيئة التي كان على الموظفين تحملها في أثناء العمل في المغاسل. استمر هذا الإضراب الناجح مدة 3 أشهر، ومُنحت الدولة بأكملها إجازة سنوية مدفوعة الأجر مدة أسبوعين. أُشيد بشنيفيكس وبينيت بشدة لكونهما «نساء قويات» كنَّ قادرات على إدارة الإضراب.
شغلت شنيفيكس في عام 1949 منصب نائب رئيس مؤتمر النقابات العمالية الأيرلندية، وأصبحت رئيسته في عام 1951.